# Studentship

欧洲南方天文台的Studentship獎學金計劃參與者。

Studentship是學術獎學金的一種。

## 美國
在美國，Studentship與獎學金類似，但卻包含暑期研究項目專案計劃。支付給接收者的金額通常免稅，但前提是接收者須達到項目要求。獎學金的類型在大學與國家之間會有所不同，有時會被稱爲助教和研究助理獎學金。獎學金基本上只頒發給研究生，最好是博士生等級。

## 英國
在英國，Studentship是博士生獎學金的一個常見別稱。在牛津大学基督堂学院，Studentship與院士一詞含義與其他牛津大學學院相同，即牛津大学基督堂学院學生辦公室的職務或其期限，或學生集體。